# Соломонова Острва на Светском првенству у атлетици на отвореном 2011.
Соломонска Острва су учествовала на 13. Светском првенству у атлетици на отвореном 2011. одржаном у Тегуу од 27. августа до 4. септембра десети пут. Репрезентацију Соломонских Острва представљала су 2 такмичара (1 мушкарац и 1 жена) који су се такмичили у 2 дисципкине (1 мушка и 1 женска). , 
На овом првенству представници Соломонских Острва нису освојила ниједну медаљу, а оборен је један лични рекорди и постигнут најбољи лични резултат сезоне.

## Учесници
| Мушкарци: - Франсис Маниору — 100 м | Жене: - Џојселин Таурикени — 100 м |  |

## Резултати

### Мушкарци
| Атлетичар       | Дисциплина | Лични рекорд | Квалификације | Квалификације | Група                | Група                | Полуфинале           | Полуфинале           | Финале               | Финале       | Детаљи |
| Атлетичар       | Дисциплина | Лични рекорд | Резултат      | Место         | Резултат             | Место                | Резултат             | Место                | Резултат             | Место        | Детаљи |
| --------------- | ---------- | ------------ | ------------- | ------------- | -------------------- | -------------------- | -------------------- | -------------------- | -------------------- | ------------ | ------ |
| Франсис Маниору | 100 м      | 10,99        | 11,28 ЛРС     | 5. у гр. 4    | Није се квалификовао | Није се квалификовао | Није се квалификовао | Није се квалификовао | Није се квалификовао | 53 / 71 (75) |        |

### Жене
| Атлетичарка        | Дисциплина | Лични рекорд | Квалификације | Квалификације | Полуфинале            | Полуфинале            | Финале                | Финале       | Детаљи |
| Атлетичарка        | Дисциплина | Лични рекорд | Резултат      | Место         | Резултат              | Место                 | Резултат              | Место        | Детаљи |
| ------------------ | ---------- | ------------ | ------------- | ------------- | --------------------- | --------------------- | --------------------- | ------------ | ------ |
| Џојселин Таурикени | 100 м      |              | 13,16 ЛР      | 6. у гр 3.    | Није се квалификовала | Није се квалификовала | Није се квалификовала | 56 / 71 (73) |        |